# Comuna Podillea, Barîșivka
Podillea (în ucraineană Поділля) este o comună în raionul Barîșivka, regiunea Kiev, Ucraina, formată din satele Mala Tarasivka și Podillea (reședința).

## Demografie
Componența lingvistică a comunei Podillea
     Ucraineană (98,58%)
     Alte limbi (0,71%)
Conform recensământului din 2001, majoritatea populației comunei Podillea era vorbitoare de ucraineană (98,58%), existând în minoritate și vorbitori de alte limbi.